# Screen Actors Guild Award de la meilleure équipe de cascadeurs

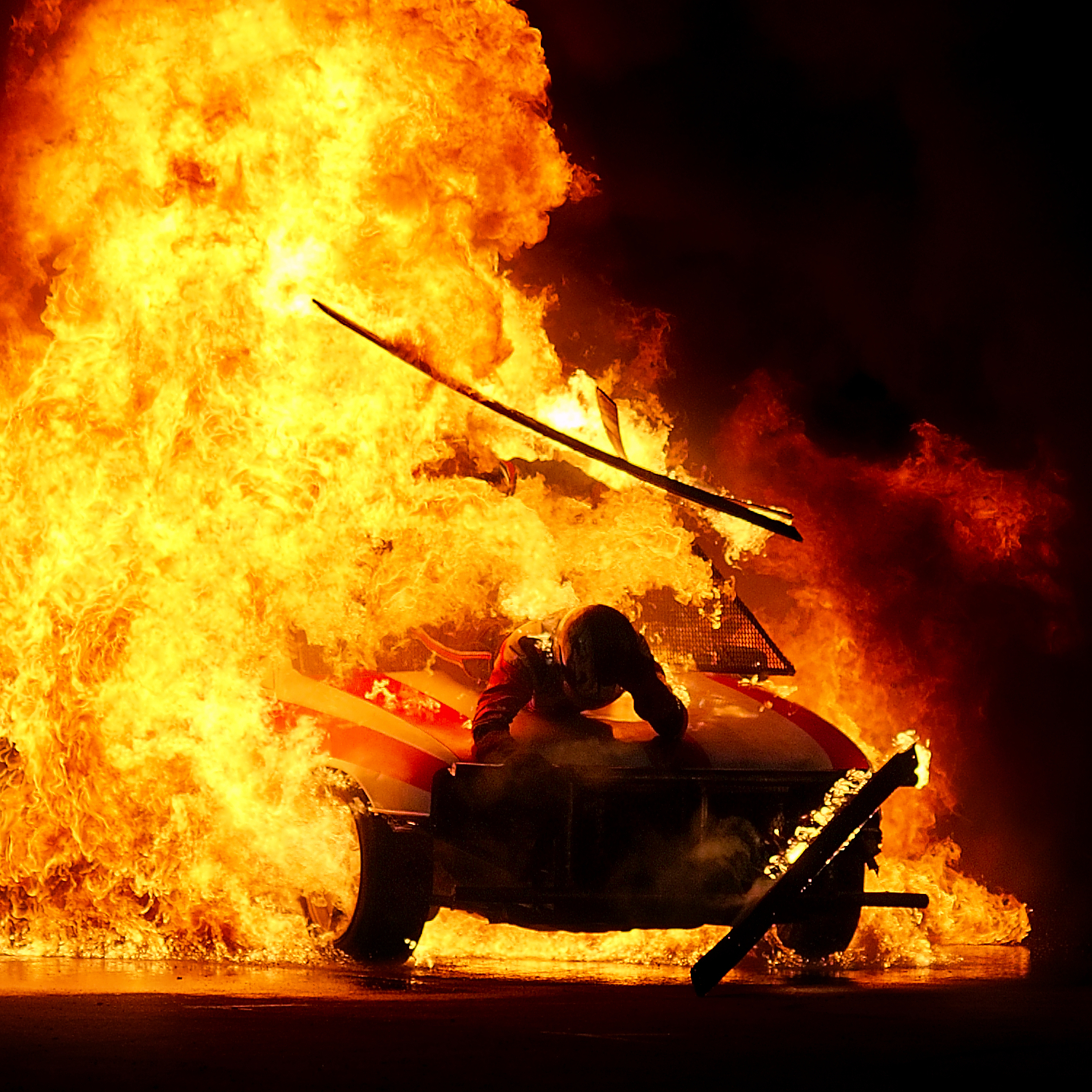
Cascade pyrotechnique par la troupe "Giant Auto Rodéo", Ciney Belgique.

Le Screen Actors Guild Award de la meilleure équipe de cascadeurs (Screen Actors Guild Award for Outstanding Performance by a Stunt Ensemble in a Motion Picture) est le prix remis chaque année depuis 2008 par la Screen Actors Guild.

## Palmarès
Le lauréat est indiqué en gras.

### Années 2000
- 2008 : La Vengeance dans la peau (The Bourne Ultimatum)
  - 300
  - Je suis une légende (I Am Legend)
  - Le Royaume (The Kingdom)
  - Pirates des Caraïbes : Jusqu'au bout du monde (Pirates of the Caribbean: At World's End)

- 2009 : The Dark Knight : Le Chevalier noir (The Dark Knight)
  - Hellboy II : Les Légions d'or maudites (Hellboy II: The Golden Army)
  - Indiana Jones et le Royaume du crâne de cristal (Indiana Jones and the Kingdom of the Crystal Skull)
  - Iron Man
  - Wanted : Choisis ton destin (Wanted)

### Années 2010
- 2010 : Star Trek
  - Public Enemies
  - Transformers 2 : la Revanche (Transformers: Revenge of the Fallen)

- 2011 : Inception
  - Green Zone
  - Robin des Bois (Robin Hood)

- 2012 : Harry Potter et les Reliques de la Mort – 2e partie (Harry Potter and the Deathly Hallows – Part 2)
  - L'Agence (The Adjustment Bureau)
  - Cowboys et Envahisseurs (Cowboys & Aliens)
  - Transformers 3 : La Face cachée de la Lune (Transformers: Dark of the Moon)
  - X-Men : Le Commencement (X-Men: First Class)

- 2013 : Skyfall
  - The Amazing Spider-Man
  - Jason Bourne : L'Héritage (The Bourne Legacy)
  - The Dark Knight Rises
  - Les Misérables

- 2014 : Du sang et des larmes (Lone Survivor)
  - All Is Lost
  - Fast and Furious 6
  - Rush
  - Wolverine : Le Combat de l'immortel (The Wolverine)

- 2015 : Invincible (Unbroken)
  - Fury
  - Get on Up
  - Le Hobbit : La Bataille des Cinq Armées (The Hobbit: The Battle of the Five Armies)
  - X-Men: Days of Future Past
- 2016 : Mad Max: Fury Road
  - Everest
  - Fast and Furious 7 (Furious 7)
  - Jurassic World
  - Mission impossible : Rogue Nation (Mission: Impossible – Rogue Nation)
- 2017 : Tu ne tueras point (Hacksaw Ridge)
  - Captain America: Civil War
  - Doctor Strange
  - Jason Bourne
  - Nocturnal Animals

- 2018 : Wonder Woman
  - Baby Driver
  - Dunkerque (Dunkirk)
  - Logan
  - La Planète des singes : Suprématie (War for the Planet of the Apes)
- 2019 : Black Panther
  - Ant-Man et la Guêpe (Ant-Man and the Wasp)
  - Avengers: Infinity War
  - La Ballade de Buster Scruggs (The Ballad of Buster Scruggs)
  - Mission impossible : Fallout (Mission: Impossible - Fallout)

### Années 2020
- 2020 : Avengers: Endgame
  - Le Mans 66 (Ford v. Ferrari)
  - The Irishman
  - Joker
  - Once Upon a Time… in Hollywood

- 2021 : Wonder Woman 1984
  - Da 5 Bloods : Frères de sang (Da 5 Bloods)
  - Mulan
  - La Mission (News of the World)
  - Les Sept de Chicago (The Trial of the Chicago 7)

- 2022 : No Time to Die
  - Black Widow
  - Dune
  - Matrix Resurrections
  - Shang-Chi et la Légende des Dix Anneaux

- 2023 : Top Gun: Maverick
  - Avatar : La Voie de l'eau (Avatar: The Way of Water)
  - The Batman
  - Black Panther: Wakanda Forever
  - The Woman King

- 2024 : Mission impossible : Dead Reckoning
  - Barbie
  - Les Gardiens de la Galaxie Vol. 3
  - Indiana Jones et le Cadran de la destinée (Indiana Jones and the Dial of Destiny)
  - John Wick : Chapitre 4

- 2025 : The Fall Guy
  - Deadpool et Wolverine (Deadpool and Wolverine)
  - Dune, deuxième partie (Dune: Part Two)
  - Gladiator 2 (Gladiator II)
  - Wicked